# Grabice, Lubusz
Grabice (germană Reichersdorf, în Limba sorabă: Rychartojce) este un sat în Polonia, situat în Voievodatul Lubusz, în județul Krosno, în orașul Gubin. În anii 1975-1998 localitatea a aparținut administrativ de regiunea Zielona Gora. Localitatea este situată la 10 km sud de Gubin, la intersecția drumului provincial nr 285 cu drumul județean Czarnowice - Mielno, are aproximativ 330 de locuitori. 

## Istoric
Prima mențiune documentară vine din anul 1158, an în care se atestă o jefuire a satului. În 1449 purta numele de Reichartstorff. Satul a aparținut în secolul al XVII-lea mai multor familii nobiliare, iar la sfârșitul anului 1845 trece în proprietatea familiei Friedrich Wilhelm Reimnitza. În sat există un monument al naturii - un stejar cu circumferința de 750 cm. Palatul clasic a cărui arhitectură aduce cu palatele construite în secolele al XVII / XVIII- lea, din cărămidă, a fost construit în secolul al XVIII-lea.